# Кейп Мей (окръг, Ню Джърси)
Окръг Кейп Мей (на английски: Cape May County) е окръг в щата Ню Джърси, Съединени американски щати. Площта му е 1606 km², а населението – 94 430 души (2016). Административен център е населеното място Кейп Мей Корт Хаус.